# Kansas
Cette page contient des caractères spéciaux ou non latins. S’ils s’affichent mal (▯, ?, etc.), consultez la page d’aide Unicode.
Pour les articles homonymes, voir Kansas (homonymie).
Le Kansas (/kɑ̃n.sas/ ; en anglais : /ˈkæn.zəs/) est un État du Midwest des États-Unis. Il est bordé au nord par le Nebraska, à l'est par le Missouri, au sud par l'Oklahoma et à l'ouest par le Colorado.
Au recensement de 2020, sa population s'élève à 2 937 880 habitants, soit + 3 % par rapport à 2010
.

## Origine du nom
Le Kansas est nommé d’après la rivière Kansas, qui à son tour a été nommée d’après le peuple amérindien Kansa (autre nom des Kaws)  qui vivaient le long de ses rives. En langue sioux, Kansa signifie « peuple du vent du sud ».

## Histoire

### Établissement du Kansas
Entre 1750 et 1763, le territoire du Kansas est intégré à la Louisiane française et entre 1763 et 1803 à la Louisiane espagnole. Le gouverneur Luis de Unzaga y Amézaga « le Conciliateur », pendant cette période, promeut des expéditions et de bonnes relations avec les tribus amérindiennes. Parmi les explorateurs se trouvent Antoine de Marigny et d'autres qui continuent au commerce à travers la rivière Kansas, surtout à sa confluence avec la rivière Missouri, affluents du Mississippi.
Le territoire de l'actuel Kansas est annexé par les États-Unis en 1803 en tant que « territoire non organisé » dans le cadre de la vente de la Louisiane par la France aux États-Unis. Le Kansas devient alors une portion du territoire du Missouri jusqu’en 1821. Des réfugiés français s'y installent. En 1854, une loi établit deux nouveaux territoires, celui du Kansas et celui du Nebraska.
La première agglomération apparue dans ce qui allait être le Kansas fut Fort Leavenworth, aux alentours de 1827. Pour les colons en route vers la Californie, l’Utah ou l’Oregon le long des différents trails (pistes) qui sillonnaient la prairie, le Kansas n'était qu'une étape du voyage.

### Guerre de Sécession
Avant le début de la guerre de Sécession, le Kansas fut le théâtre d’escarmouches entre des milices pro-esclavagistes venues du Missouri et des groupes anti-esclavagistes locaux. En mars 1855, les « Border Ruffians » du Missouri envahirent le Kansas durant la première élection menée dans le territoire et imposèrent une législature esclavagiste.
Le Kansas est devenu le 34e État de l’Union le 29 janvier 1861, année du déclenchement de la guerre de Sécession. Le 19 février de la même année, le Kansas est devenu le premier État des États-Unis à prohiber la vente et la consommation de toute boisson alcoolisée.
Le 21 août 1863, William Quantrill mena depuis le Missouri ce qui allait rester dans les mémoires comme le « Quantrill’s Raid » contre la ville de Lawrence, dans le Kansas. Au cours de ce raid, la ville fut entièrement détruite par le feu, et de nombreux habitants furent tués. Cependant, la principale cible de ce raid, le sénateur James Henry Lane, anti-esclavagiste passionné, dut son salut à la fuite.
En représailles, l’armée nordiste contraignit la population de plusieurs comtés du Missouri à la fuite, laissant les « Jayhawks » (des milices anti-esclavagistes constituées pour bonne part de citoyens de Lawrence) piller et détruire leurs maisons.
Après la guerre, les grands propriétaires fonciers s'emparèrent graduellement de la plupart des terres au détriment des petits colons au Texas et au Kansas. Entre 1880 et 1884, les grands propriétaires, organisés en véritables trusts basés principalement à Boston et à New York, prennent possession de près de 50 millions d'acres. Ils organisèrent des groupes de voleurs de bétail afin de harceler et ruiner les petits éleveurs ; près de trois millions de têtes de bétail sont volés aux Amérindiens dans les années 1860. Ils obtinrent par ailleurs la collaboration du Parlement.

## Géographie

### Climat
Le Kansas se distingue par un climat continental en raison de sa position au centre des États-Unis.
Cette région américaine est exposée chaque année à de violents orages et même à des tornades qui ne durent généralement pas très longtemps.
Les étés sont donc orageux et très chauds voire torrides et souvent accompagnés d'une forte humidité pouvant apporter des indices de chaleur très élevés (avec des températures moyennes de 35 °C qui peuvent monter au-dessus de 40 °C) et les hivers sont rarement froids (avec des températures moyennes de 10 °C). La neige est peu fréquente mais tombe le plus souvent en janvier.
La plus haute température connue observée dans le Kansas fut de 49,4 °C le 24 juillet 1936 à Alton et la plus basse température connue fut de −40 °C à Lebanon le 13 février 1905.
| Mois                                | jan.  | fév.  | mars  | avril | mai   | juin  | jui. | août | sep. | oct.  | nov. | déc.  | année   |
| ----------------------------------- | ----- | ----- | ----- | ----- | ----- | ----- | ---- | ---- | ---- | ----- | ---- | ----- | ------- |
| Température minimale moyenne (°C)   | −5,6  | −3,3  | 1,7   | 6,9   | 12,9  | 18,3  | 21   | 20,4 | 15,3 | 8,3   | 1,4  | −4,4  | 7,7     |
| Température moyenne (°C)            | 0,1   | 2,9   | 8,1   | 13,9  | 18,9  | 24,3  | 27,3 | 26,7 | 21,7 | 14,6  | 7,4  | 0,9   | 13,8    |
| Température maximale moyenne (°C)   | 5,7   | 9,1   | 14,4  | 19,8  | 24,9  | 30,4  | 33,6 | 32,9 | 28,6 | 20,9  | 13,4 | 6,3   | 20      |
| Record de froid (°C)                | −26   | −30   | −19   | −9    | −3    | 6     | 11   | 7    | −1   | −10   | −17  | −27   | −30     |
| Record de chaleur (°C)              | 24    | 31    | 33    | 37    | 38    | 43    | 45   | 46   | 42   | 36    | 30   | 28    | 46      |
| Ensoleillement (h)                  | 192,2 | 189,3 | 229,4 | 258   | 288,3 | 306   | 341  | 310  | 246  | 226,3 | 171  | 167,4 | 2 924,9 |
| Précipitations (mm)                 | 21,1  | 31,2  | 68,3  | 65,8  | 116,1 | 132,1 | 84,3 | 94,2 | 79,8 | 70,6  | 36,3 | 30,5  | 830,3   |
| Nombre de jours avec précipitations | 4,7   | 5,4   | 8,2   | 8     | 11,4  | 10    | 7,3  | 7,9  | 7    | 7     | 5,3  | 5,7   | 87,9    |

### Géographie physique

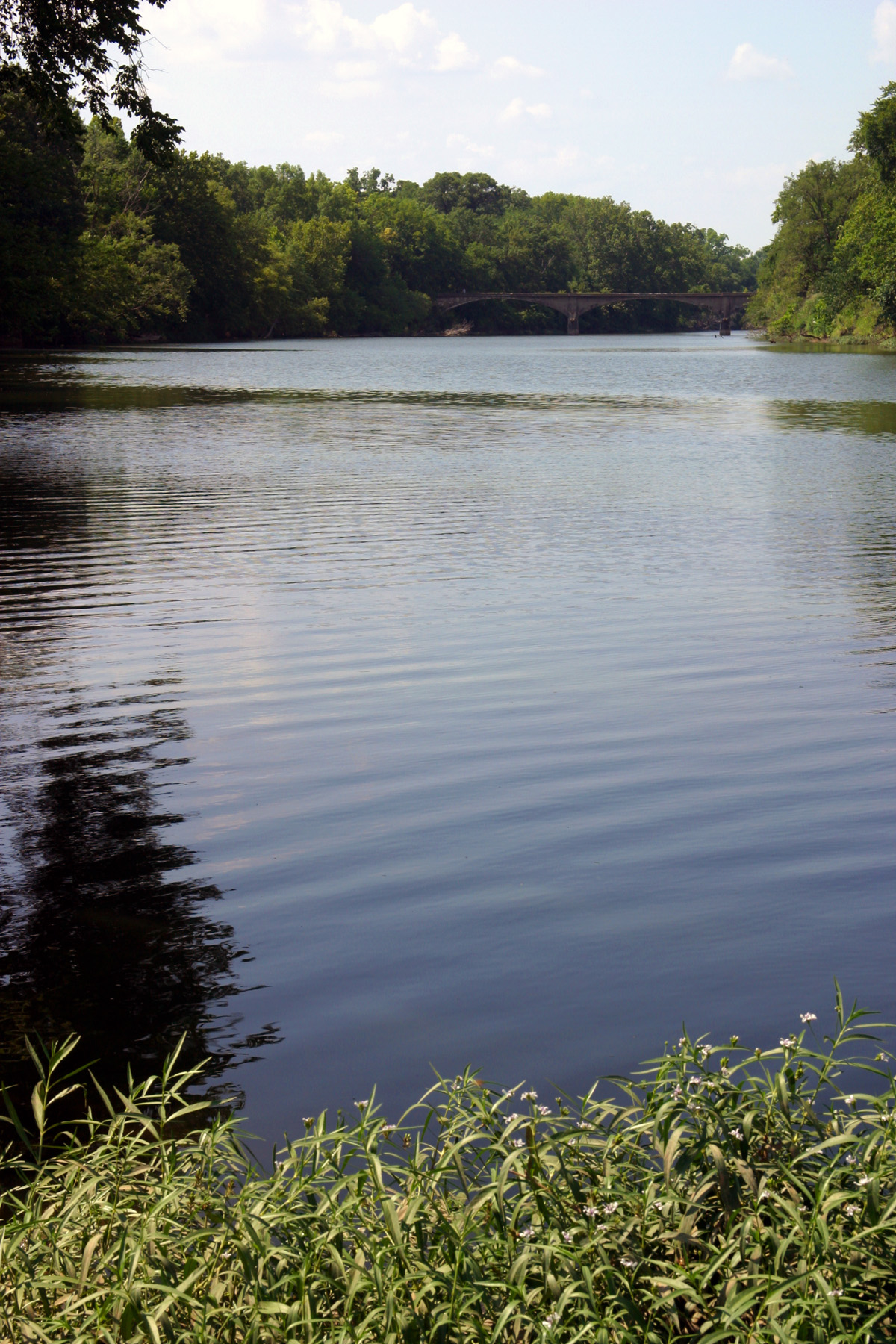
La Spring River.

Le Kansas se trouve à équidistance entre l’océan Atlantique et l’océan Pacifique. Le centre géographique des États-Unis se trouve dans cet État. Le Kansas se situe à cheval entre les Grandes Plaines (à l’est) et les hautes plaines (à l’ouest). L’État a une forme presque parfaitement rectangulaire, avec une indentation au nord-est correspondant au cours du Missouri.
Bien qu’exclusivement constitués de plaines et de basses collines, les paysages du Kansas présentent une certaine variété, due à la nature changeante du sol et aux différences de climat et d’altitude. On peut distinguer, d’est en ouest, cinq zones différentes.
Le long de la frontière avec le Missouri se trouve une riche plaine agricole, la plaine d’Osage (en), constituée de cuestas comparables à celles que l’on peut trouver dans le Bassin parisien. Au nord de cette zone, le paysage est sensiblement identique, mais les cuestas ont disparu du fait de l’influence des glaciers ayant couvert la zone lors des glaciations quaternaires.
Une seconde zone, située à l’ouest de la plaine d’Osage, est celle des « Flint Hills » (collines de silex). La pauvreté du sol et son caractère pierreux font que cette zone est impropre à l’agriculture en dehors de certains fonds de vallées. Cette zone est principalement dédiée à l’élevage. Elle constitue le plus grand lambeau de prairie haute (tall grass prairie) à avoir été préservé de la charrue. La prairie est entrecoupée de rideaux d’arbres suivant le cours des rivières.
Au sud-ouest des Flint Hills se développe une nouvelle dépression, les « Wellington-Mc Pherson Lowland », correspondant à des dépôts d’évaporites (sel gemme, gypse). Le sel gemme est exploité principalement pour l’industrie, mais aussi pour faire du sel de table.
Une quatrième zone constituée de collines (les Smoky Hills) se situe au nord et à l’ouest de cette dépression. Les sommets plats des collines, ainsi que les fonds de vallées, sont consacrés à l’agriculture. Les pentes des collines, maintenues dans leur état naturel de prairies, sont dédiées à l’élevage.
Enfin, on trouve tout à l’ouest du Kansas une vaste zone de hautes plaines, à une altitude de plus de 1 000 mètres. Bien que l’altitude soit supérieure à celle de l’est du Kansas de plus de 900 mètres, la montée se fait de façon insensible. Ces hautes plaines constituent un large piémont des Montagnes Rocheuses, où se sont déposés une grande quantité de sédiments alluvionnaires, principalement du sable et des graviers, que l’on nomme la formation d’Oglala. Ces dépôts sont poreux et contiennent une grande quantité d’eau qui est utilisée pour la culture du blé et du maïs à grande échelle. Le climat est plus frais et plus sec qu’à l’est de l’État.
Ces cinq zones sont découpées dans un sens ouest-est par les plaines alluvionnaires des principales rivières du Kansas, à savoir la rivière Arkansas et la rivière Kansas issue de la confluence entre la Republican et la Saline.

### Sites historiques et parcs nationaux
Les zones sous la protection du National Park Service incluent:
- Site historique national de Brown contre le bureau de l'éducation (en) à Topeka
- Piste de la Californie
- Site historique national de fort Larned à Larned
- Site historique national de fort Scott
- Lewis and Clark National Historic Trail
- Site historique national de Nicodemus a Nicodemus (en)
- Piste de l'Oregon
- Piste historique national du Pony Express (en)
- Piste de Santa Fe
- Tallgrass Prairie National Preserve près de Strong City

### Réseaux de communication

#### Voies navigables
Le Kansas ne possède pratiquement pas de voies navigables, à l’exception du Missouri sur une courte distance, à la frontière nord-est de l’État.

#### Voies ferrées
Le Kansas possède un réseau de voies ferrées relativement dense - bien qu’en déclin - utilisé principalement pour le transport de marchandises. Un total de 8 000 km de voies ferrées est partagé entre deux compagnies nationales et 23 compagnies locales.
Une seule ligne pour voyageurs, la ligne Chicago - Kansas City – Los Angeles, opérée par la compagnie Amtrak, traverse le Kansas. Elle dessert les gares de Lawrence, Topeka, Newton, Huchinson, Dodge City et Garden City.

#### Transport aérien
Le Kansas dispose de 9 aéroports commerciaux, tous tournés vers le trafic local. De plus, de nombreux aérodromes sont accessibles aux avions privés. L'aéroport international le plus proche est l'aéroport international de Kansas City, dans le Missouri. Il est situé à 25 km de la frontière entre le Missouri et le Kansas.

#### Transport routier
Le Kansas est traversé par deux autoroutes principales :
- la I-70 (I pour Interstate) relie Saint-Louis, dans le Missouri, à Denver, dans le Colorado. D'est en ouest, la I-70 traverse Kansas City, Lawrence, Topeka, Manhattan, Junction City, Salina, Hays, et enfin Colby ;
- la I-35 relie Des Moines, dans l'Iowa à Oklahoma City, dans l'Oklahoma. Dans le Kansas, la I-35 traverse, du Nord-est au sud, Ottawa, Emporia, El Dorado et Wichita.

D'autres autoroutes, d'intérêt plus local, relient Salina à Wichita (I-135) et Topeka à Emporia (I-335). L'ensemble de ces autoroutes sont gratuites, à l'exception du parcours Kansas City-Topeka-Emporia-Wichita.

## Subdivisions administratives

### Comtés
L'État du Kansas est divisé en 105 comtés.

### Agglomérations

#### Aires métropolitaines et micropolitaines
Le Bureau de la gestion et du budget a défini six aires métropolitaines et seize aires micropolitaines dans ou en partie dans l'État du Kansas.
| Zone urbaine       | Population (2010)   | Population (2013)   | Variation (2010-2013) | Rang national (2013) |
| ------------------ | ------------------- | ------------------- | --------------------- | -------------------- |
| Kansas City, MO-KS | 820 354 (2 009 342) | 847 853 (2 054 473) | 3,4 % (2,3 %)         | (30)                 |
| Wichita, KS        | 630 919             | 637 394             | 1,0 %                 | 84                   |
| Topeka, KS         | 233 870             | 234 203             | 0,1 %                 | 192                  |
| Lawrence, KS       | 110 826             | 114 322             | 3,2 %                 | 332                  |
| Manhattan, KS      | 92 719              | 98 085              | 5,8 %                 | 354                  |
| St. Joseph, MO-KS  | 7 945 (127 329)     | 7 851 (127 767)     | -1,2 % (0,3 %)        | (307)                |

| Zone urbaine               | Population (2010) | Population (2013) | Variation (2010-2013) | Rang national (2013) |
| -------------------------- | ----------------- | ----------------- | --------------------- | -------------------- |
| Hutchinson, KS             | 64 511            | 64 190            | -0,5 %                | 125                  |
| Salina, KS                 | 61 697            | 61 782            | 0,1 %                 | 137                  |
| Garden City, KS            | 40 753            | 41 021            | 0,7 %                 | 297                  |
| Pittsburg, KS              | 39 134            | 39 278            | 0,4 %                 | 320                  |
| Junction City, KS          | 34 362            | 37 384            | 8,8 %                 | 350                  |
| Arkansas City-Winfield, KS | 36 311            | 36 204            | -0,3 %                | 368                  |
| Dodge City, KS             | 33 848            | 34 819            | 2,9 %                 | 381                  |
| Coffeyville, KS            | 35 471            | 34 292            | -3,3 %                | 390                  |
| Emporia, KS                | 33 690            | 33 510            | -0,5 %                | 394                  |
| McPherson, KS              | 29 180            | 29 569            | 1,3 %                 | 428                  |
| Hays, KS                   | 28 452            | 29 061            | 2,1 %                 | 433                  |
| Great Bend, KS             | 27 674            | 27 509            | -0,6 %                | 451                  |
| Ottawa, KS                 | 25 992            | 25 740            | -1,0 %                | 464                  |
| Liberal, KS                | 22 952            | 23 390            | 1,9 %                 | 484                  |
| Parsons, KS                | 21 607            | 20 916            | -3,2 %                | 510                  |
| Atchison, KS               | 16 924            | 16 749            | -1,0 %                | 527                  |

En 2010, 85,8 % des Kansasais résidaient dans une zone à caractère urbain, dont 66,5 % dans une aire métropolitaine et 19,4 % dans une aire micropolitaine.

#### Aires métropolitaines combinées
Le Bureau de la gestion et du budget a également défini trois aires métropolitaines combinées dans ou en partie dans l'État du Kansas.
| Zone urbaine                                 | Population (2010)   | Population (2013)     | Variation (2010-2013) | Rang national (2013) |
| -------------------------------------------- | ------------------- | --------------------- | --------------------- | -------------------- |
| Kansas City-Overland Park-Kansas City, MO-KS | 982 041 (2 343 008) | 1 012 515 (2 393 623) | 3,1 % (2,2 %)         | (23)                 |
| Wichita-Arkansas City-Winfield, KS           | 667 230             | 673 598               | 1,0 %                 | 72                   |
| Manhattan-Junction City, KS                  | 127 081             | 135 469               | 6,6 %                 | 149                  |

### Municipalités

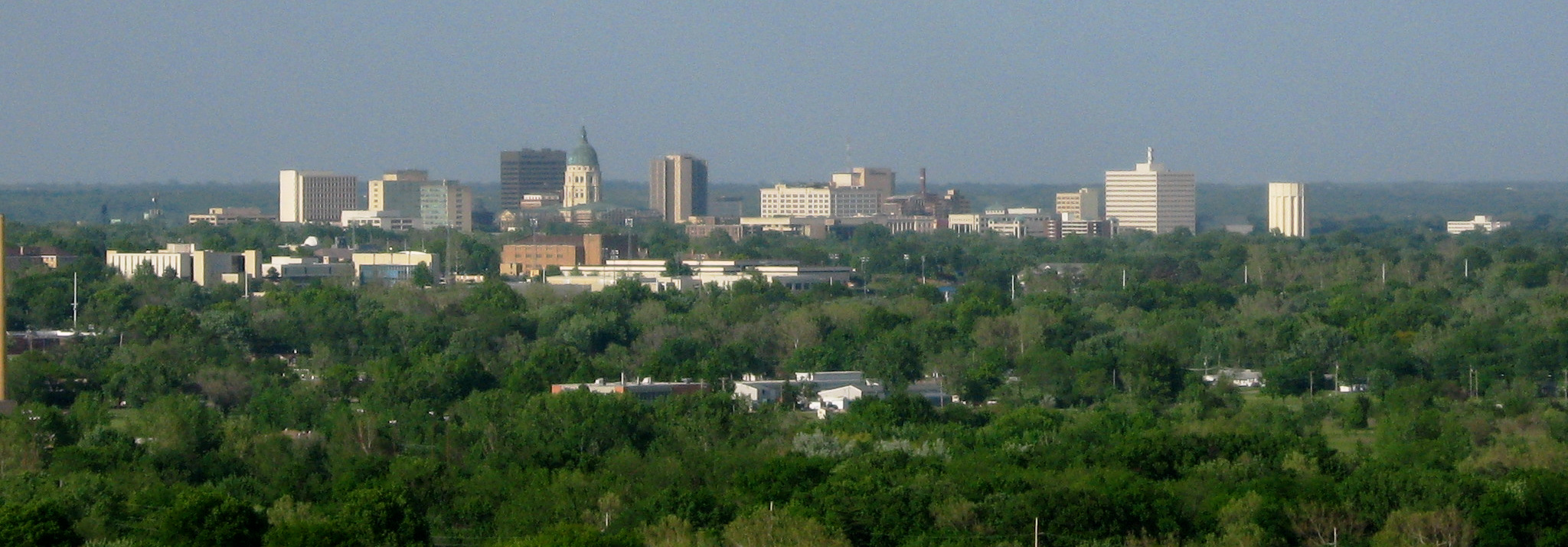
La capitale du Kansas, Topeka.

L'État du Kansas compte 626 municipalités, dont 23 de plus de 20 000 habitants.
| Rang | Municipalité    | Comté       | Population (2010) | Population (2013) | Variation (2010-2013) |
| ---- | --------------- | ----------- | ----------------- | ----------------- | --------------------- |
| 1    | Wichita         | Sedgwick    | 382 368           | 386 552           | 1,1 %                 |
| 2    | Overland Park   | Johnson     | 173 372           | 181 260           | 4,6 %                 |
| 3    | Kansas City     | Wyandotte   | 145 786           | 148 483           | 1,9 %                 |
| 4    | Olathe          | Johnson     | 125 872           | 131 885           | 4,8 %                 |
| 5    | Topeka          | Shawnee     | 127 473           | 127 679           | 0,2 %                 |
| 6    | Lawrence        | Douglas     | 87 643            | 90 811            | 3,6 %                 |
| 7    | Shawnee         | Johnson     | 62 209            | 64 323            | 3,4 %                 |
| 8    | Manhattan       | Riley       | 52 281            | 56 143            | 7,4 %                 |
| 9    | Lenexa          | Johnson     | 48 190            | 50 344            | 4,5 %                 |
| 10   | Salina          | Saline      | 47 707            | 47 846            | 0,3 %                 |
| 11   | Hutchinson      | Reno        | 42 080            | 41 889            | -0,5 %                |
| 12   | Leavenworth     | Leavenworth | 35 251            | 35 891            | 1,8 %                 |
| 13   | Leawood         | Johnson     | 31 867            | 32 991            | 3,5 %                 |
| 14   | Dodge City      | Ford        | 27 340            | 28 159            | 3,0 %                 |
| 15   | Garden City     | Finney      | 26 658            | 26 966            | 1,2 %                 |
| 16   | Junction City   | Geary       | 23 353            | 25 388            | 8,7 %                 |
| 17   | Emporia         | Lyon        | 24 916            | 24 799            | -0,5 %                |
| 18   | Derby           | Sedgwick    | 22 158            | 23 047            | 4,0 %                 |
| 19   | Prairie Village | Johnson     | 21 447            | 21 892            | 2,1 %                 |
| 20   | Hays            | Ellis       | 20 510            | 21 038            | 2,6 %                 |
| 21   | Liberal         | Seward      | 20 525            | 20 956            | 2,1 %                 |
| 22   | Gardner         | Johnson     | 19 123            | 20 473            | 7,1 %                 |
| 23   | Pittsburg       | Crawford    | 20 233            | 20 398            | 0,8 %                 |

La municipalité de Wichita était la 49e municipalité la plus peuplée des États-Unis en 2013.

## Démographie

### Population

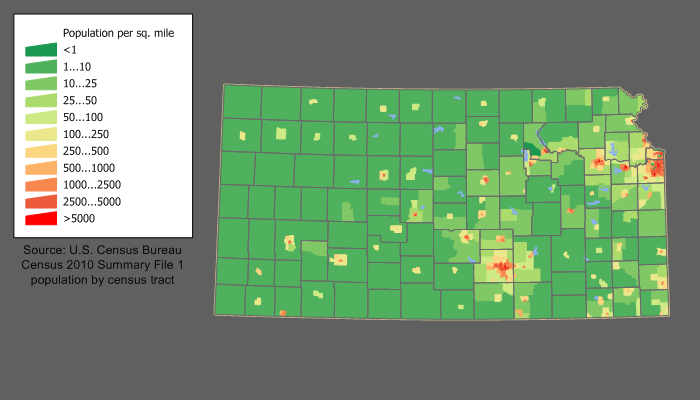
Densités de population en 2010 (en mille carré).

Le Bureau du recensement des États-Unis estime la population du Kansas à 2 937 880 habitants au 1er avril 2020, soit une hausse de 2,97 % depuis le recensement des États-Unis de 2010 qui tablait la population à 2 853 118 habitants. Depuis 2010, l'État connaît la 31e croissance démographique la plus soutenue des États-Unis.
Avec 2 937 880 habitants en 2020, le Kansas était le 36e État le plus peuplé des États-Unis. Sa population comptait pour 0,88 % de la population du pays. Le centre démographique de l'État était localisé dans le comté de Chase dans le township de Toledo.
Avec 14 hab./km2 en 2020, le Kansas était le 40e État le plus dense des États-Unis.
Le taux d'urbains était de 74,2 % et celui de ruraux de 25,8 %.
En 2010, le taux de natalité s'élevait à 14,2 ‰ (14,0 ‰ en 2012) et le taux de mortalité à 8,6 ‰ (8,7 ‰ en 2012). L'indice de fécondité était de 2,16 enfants par femme (2,12 en 2012). Le taux de mortalité infantile s'élevait à 6,2 ‰ (6,3 ‰ en 2012). La population était composée de 25,48 % de personnes de moins de 18 ans, 10,10 % de personnes entre 18 et 24 ans, 25,39 % de personnes entre 25 et 44 ans, 25,85 % de personnes entre 45 et 64 ans et 13,18 % de personnes de 65 ans et plus. L'âge médian était de 36 ans.
Entre 2010 et 2013, l'accroissement de la population (+ 40 841) était le résultat d'une part d'un solde naturel positif (+ 50 974) avec un excédent des naissances (129 453) sur les décès (78 479), et d'autre part d'un solde migratoire négatif (- 10 197) avec un excédent des flux migratoires internationaux (+ 16 752) et un déficit des flux migratoires intérieurs (- 26 949).
Selon des estimations de 2013, 92,4 % des habitants étaient nés dans un État fédéré, dont 58,8 % dans l'État du Kansas et 33,6 % dans un autre État (15,8 % dans le Midwest, 9,3 % dans le Sud, 6,4 % dans l'Ouest, 2,1 % dans le Nord-Est), 0,7 % étaient nés dans un territoire non incorporé ou à l'étranger avec au moins un parent américain et 6,8 % étaient nés à l'étranger de parents étrangers (56,0 % en Amérique latine, 29,1 % en Asie, 7,2 % en Europe, 5,8 % en Afrique, 1,3 % en Amérique du Nord, 0,6 % en Océanie). Parmi ces derniers, 33,7 % étaient naturalisés américain et 66,3 % étaient étrangers,.
Selon des estimations de 2012 effectuées par le Pew Hispanic Center, l'État comptait 75 000 immigrés illégaux, soit 2,6 % de la population.

### Composition ethno-raciale et origines ancestrales
Selon le recensement des États-Unis de 2010, la population était composée de 83,80 % de Blancs, 5,88 % de Noirs, 3,01 % de Métis, 2,38 % d'Asiatiques (0,49 % de Viêts, 0,49 % d'Indiens), 0,99 % d'Amérindiens, 0,08 % d'Océaniens et 3,86 % de personnes n'entrant dans aucune de ces catégories.
Les Métis se décomposaient entre ceux revendiquant deux races (2,81 %), principalement blanche et noire (0,85 %) et blanche et amérindienne (0,81 %), et ceux revendiquant trois races ou plus (0,20 %).
Les non-Hispaniques représentaient 89,48 % de la population avec 78,18 % de Blancs, 5,70 % de Noirs, 2,35 % d'Asiatiques, 2,27 % de Métis, 0,81 % d'Amérindiens, 0,07 % d'Océaniens et 0,10 % de personnes n'entrant dans aucune de ces catégories, tandis que les Hispaniques comptaient pour 10,52 % de la population, principalement des personnes originaires du Mexique (8,67 %).
|                                         | 1940  | 1950  | 1960  | 1970  | 1980  | 1990  | 2000  | 2010  |
| --------------------------------------- | ----- | ----- | ----- | ----- | ----- | ----- | ----- | ----- |
| Blancs                                  | 96,31 | 95,99 | 95,41 | 94,46 | 91,73 | 90,09 | 86,07 | 83,80 |
| ———Non hispaniques                      |       |       |       |       | 90,47 | 88,41 | 83,10 | 78,18 |
| Noirs                                   | 3,62  | 3,84  | 4,20  | 4,76  | 5,34  | 5,77  | 5,74  | 5,88  |
| ———Non hispaniques                      |       |       |       |       |       | 5,68  | 5,63  | 5,70  |
| Asiatiques (et Océaniens jusqu'en 1990) | 0,01  | 0,03  | 0,10  | 0,19  | 0,64  | 1,28  | 1,74  | 2,38  |
| ———Non hispaniques                      |       |       |       |       |       |       | 1,72  | 2,35  |
| Amérindiens                             | 0,06  | 0,12  | 0,23  | 0,39  | 0,65  | 0,89  | 0,93  | 0,99  |
| ———Non hispaniques                      |       |       |       |       |       |       | 0,83  | 0,81  |
| Autres                                  |       | 0,01  | 0,05  | 0,20  | 1,64  | 1,97  | 5,52  | 6,95  |
| ———Non hispaniques                      |       |       |       |       |       |       | 1,72  | 2,44  |
| Hispaniques (toutes races confondues)   |       |       |       |       | 2,68  | 3,78  | 7,00  | 10,52 |

En 2013, le Bureau du recensement des États-Unis estime la part des non hispaniques à 88,9 %, dont 77,1 % de Blancs, 5,7 % de Noirs, 2,8 % de Métis et 2,5 % d'Asiatiques, et celle des Hispaniques à 11,1 %.
En 2000, les Kansasais s'identifiaient principalement comme étant d'origine allemande (25,9 %), irlandaise (11,5 %), anglaise (10,8 %), américaine (8,8 %), mexicaine (5,5 %) et française (3,1 %).
En 2000, l'État avait la 9e plus forte proportion de personnes d'origine allemande.
L'État abrite la 26e communauté juive des États-Unis. Selon le North American Jewish Data Bank, l'État comptait 17 675 Juifs en 2013 (2 100 en 1971), soit 0,6 % de la population. Ils se concentraient essentiellement dans l'agglomération de Kansas City (16 000). Ils constituaient une part significative de la population dans le comté de Johnson (2,8 %).
Les Amérindiens s'identifiaient principalement comme étant Cherokees (20,0 %), Potéouatamis (8,9 %), Chactas (4,1 %), Sioux (3,2 %) et Kickapous (2,9 %).
Les Hispaniques étaient principalement originaires du Mexique (82,4 %) et de Porto Rico (3,1 %). Composée à 53,5 % de Blancs, 7,0 % de Métis, 1,7 % d'Amérindiens, 1,7 % de Noirs, 0,3 % d'Asiatiques, 0,1 % d'Océaniens et 35,7 % de personnes n'entrant dans aucune de ces catégories, la population hispanique représentait 24,5 % des Métis, 18,0 % des Amérindiens, 11,6 % des Océaniens, 6,7 % des Blancs, 3,1 % des Noirs, 1,2 % des Asiatiques et 97,3 % des personnes n'entrant dans aucune de ces catégories.
Les Asiatiques s'identifiaient principalement comme étant Viêts (20,7 %), Indiens (20,4 %), Chinois (16,5 %), Philippins (8,2 %), Coréens (7,7 %) et Laotiens (6,7 %).
L'État avait la 4e plus forte proportion de Laotiens (0,16 %) et la 9e plus forte proportion de Viêts (0,49 %).
Les Métis se décomposaient entre ceux revendiquant deux races (93,2 %), principalement blanche et noire (28,1 %), blanche et amérindienne (27,0 %), blanche et autre (13,9 %), blanche et asiatique (13,4 %) et noire et amérindienne (3,2 %), et ceux revendiquant trois races ou plus (6,8 %).

### Religions
| Religion                       | Kansas | États-Unis |
| ------------------------------ | ------ | ---------- |
| Protestantisme évangélique     | 31     | 25,4       |
| Protestantisme traditionnel    | 24     | 14,7       |
| Catholicisme                   | 18     | 20,8       |
| Non-affiliés                   | 14     | 15,8       |
| Agnosticisme                   | 3      | 4,0        |
| Églises traditionnelles noires | 2      | 6,5        |
| Athéisme                       | 2      | 3,1        |
| Autres                         | 6      | 9,7        |

Selon l'institut de sondage The Gallup Organization, en 2015, 45 % des habitants du Kansas se considèrent comme « très religieux » (40 % au niveau national), 28 % comme « modérément religieux » (29 % au niveau national) et 27 % comme « non religieux » (31 % au niveau national).

### Langues
Selon l'American Community Survey, en 2010 89,48 % de la population âgée de plus de 5 ans déclare parler l'anglais à la maison, 7,01 % déclare parler l'espagnol, 0,53 % l'allemand, 0,41 % le vietnamien et 2,57 % une autre langue.

## Politique
| Gouvernement du Kansas | Gouvernement du Kansas | Gouvernement du Kansas | Gouvernement du Kansas | Gouvernement du Kansas | Gouvernement du Kansas | Gouvernement du Kansas | Gouvernement du Kansas | Gouvernement du Kansas  | Gouvernement du Kansas     | Gouvernement du Kansas     | Législature d'État        | Législature d'État  | Congrès fédéral           | Congrès fédéral |
| Gouverneur             | Gouverneur             | Lieutenant-gouverneur  | Lieutenant-gouverneur  | Secrétaire d'État      | Procureur général      | Procureur général      | Trésorier              | Trésorier               | Commissaire de l'Assurance | Commissaire de l'Assurance | Chambre des représentants | Sénat               | Chambre des représentants | Sénat           |
| ---------------------- | ---------------------- | ---------------------- | ---------------------- | ---------------------- | ---------------------- | ---------------------- | ---------------------- | ----------------------- | -------------------------- | -------------------------- | ------------------------- | ------------------- | ------------------------- | --------------- |
|                        | Laura Kelly (D)        |                        | Lynn Rogers (D)        | Scott Schwab (en) (R)  |                        | Derek Schmidt (R)      |                        | Jacob LaTurner (en) (R) |                            | Vicki Schmidt (en) (R)     | D : 41 R : 84             | D : 11 R : 28 I : 1 | D : 1 R : 3               | R : 2           |

Le Kansas est un État conservateur traditionnellement dominé par les républicains. Les luttes politiques locales ont plus souvent lieu entre républicains « modérés » et « conservateurs », ces derniers ayant pris l'ascendant depuis 2010. Les rares bastions démocrates de l'État sont les comtés de Wyandotte (autour de Kansas City) et de Douglas (qui comprend la ville universitaire de Lawrence).

### Élections présidentielles
| Année | Républicains      | Démocrates        |
| ----- | ----------------- | ----------------- |
| 1960  | 60,45 % (561 474) | 39,10 % (363 213) |
| 1964  | 45,06 % (386 579) | 54,09 % (464 028) |
| 1968  | 54,84 % (478 674) | 34,72 % (302 996) |
| 1972  | 67,66 % (759 025) | 24,00 % (247 147) |
| 1976  | 52,49 % (502 752) | 44,94 % (430 421) |
| 1980  | 57,85 % (566 812) | 33,29 % (326 150) |
| 1984  | 66,27 % (677 296) | 32,60 % (333 149) |
| 1988  | 55,79 % (554 049) | 42,56 % (422 636) |
| 1992  | 38,88 % (449 951) | 33,74 % (390 434) |
| 1996  | 54,29 % (583 245) | 36,08 % (387 659) |
| 2000  | 58,04 % (622 332) | 37,24 % (399 276) |
| 2004  | 62,00 % (736 456) | 36,62 % (434 993) |
| 2008  | 56,48 % (699 655) | 41,55 % (514 765) |
| 2012  | 59,71 % (692 634) | 37,99 % (440 726) |
| 2016  | 56,65 % (671 018) | 36,05 % (427 005) |
| 2020  | 56,20 % (771 406) | 41,60 % (570 323) |

Le Kansas est un État historiquement acquis aux Républicains depuis les premières élections en 1864. En 1892, il est même l'un des cinq États à élire le candidat du Parti populiste, James B. Weaver (50,20 %), devant le républicain Benjamin Harrison (48,40 %).
William Jennings Bryan en 1896 est le premier candidat démocrate à remporter le Kansas (51,32 %) devant le républicain William McKinley (47,63 %), élu sur le plan national. Le deuxième candidat démocrate à remporter le Kansas est Woodrow Wilson (39,30 %) en 1912 dans le cadre d'une triangulaire avec le républicain William Howard Taft (20,47 %) et le républicain progressiste Theodore Roosevelt (32,88 %). Wilson réussit à gagner une seconde fois le Kansas en 1916. Sur les quatre élections remportées nationalement par Franklin Delano Roosevelt, le démocrate ne s'impose que par deux fois dans le Kansas (en 1932 et 1936).
Depuis les élections présidentielles de 1940, le seul candidat démocrate à avoir remporté le Kansas est Lyndon B. Johnson en 1964.
Lors de l’élection présidentielle de 2004, les électeurs du Kansas ont voté à 62 % pour George W. Bush, contre 36,62 % au démocrate John Kerry. En 2008, le républicain John McCain s'impose facilement face à Barack Obama, remportant 102 des 105 comtés de l'État à l'exception de ceux de Douglas, Wyandotte et Crawford. En 2016, Donald Trump, remporte 56,2 % des voix, contre 36,1 % à son adversaire Hillary Clinton.

### Administration locale

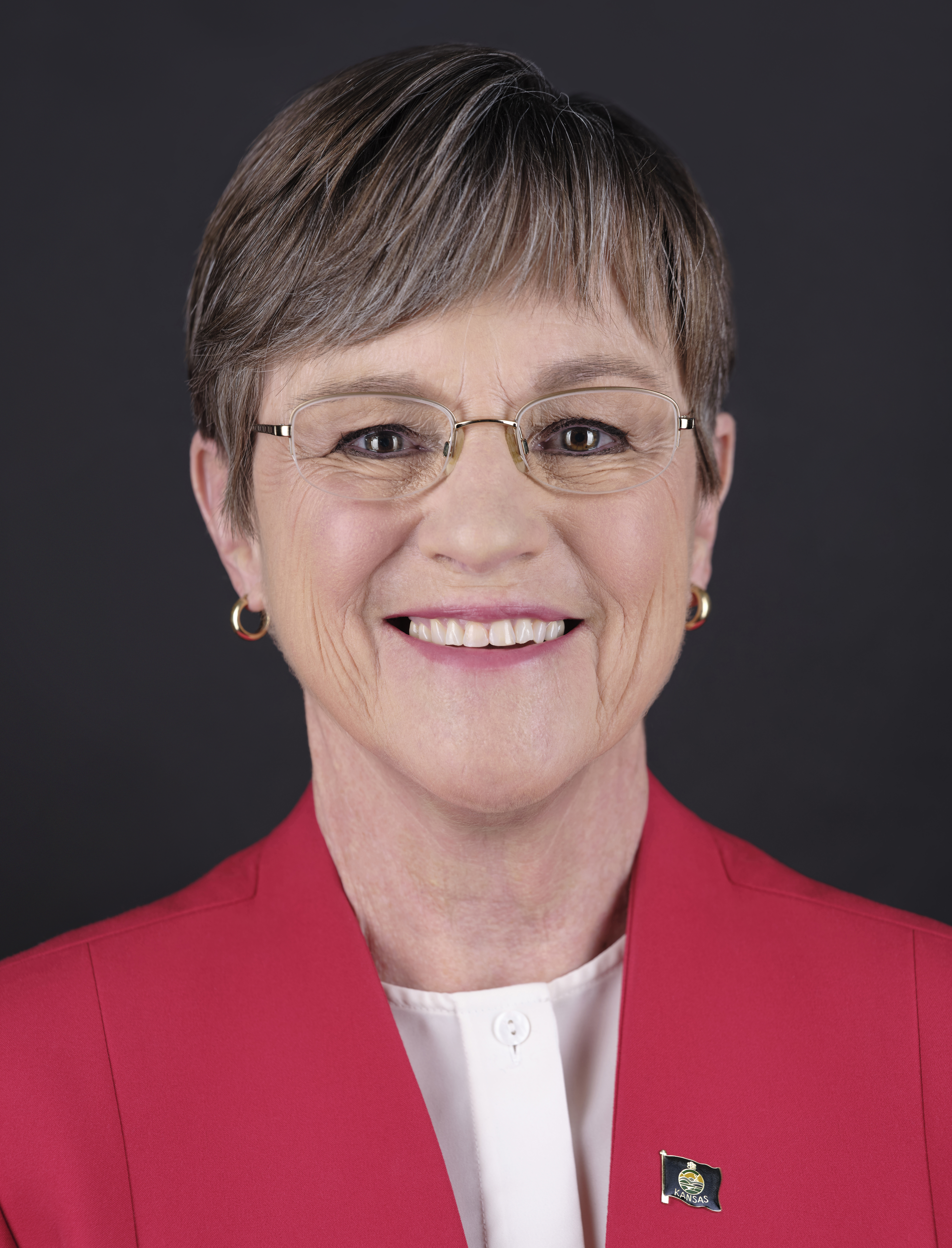
Laura Kelly, gouverneure depuis 2019.

La capitale administrative de l’État est Topeka.
Le gouverneur et le lieutenant-gouverneur de l'État sont les démocrates Laura Kelly et Lynn Rogers. Tous les autres postes élus de l'exécutif sont détenus par des républicains.
Les deux chambres du congrès du Kansas sont dominées par les républicains. Lors de la session 2015-2017, la chambre basse de 125 membres est dominée par 97 républicains et le Sénat de 40 membres par 32 républicains. Du fait de la division extrême du Parti républicain entre modérés et conservateurs, il est presque d'usage de dire que le Kansas connaît trois partis politiques dominants : le Parti démocrate, le Parti républicain (aile centriste) et le Parti républicain (aile conservatrice).
Le Kansas a été précurseur de nombreuses lois progressistes, dont un système de protection contre les accidents du travail en 1910. Les écoles du Kansas, tant publiques que privées, sont encore aujourd’hui parmi les plus performantes de l’Union. Le Kansas a également été l’un des premiers États à supprimer la ségrégation raciale dans les écoles. C’est même dans cet État que le célèbre procès Brown v. Board of Education a abouti à l’interdiction de la ségrégation raciale dans les écoles dans tous les États-Unis.
Dans les années 1990, le droit à l'avortement est restreint alors que la théorie de l'évolution commence à être combattue dans les écoles par les mouvements ultraconservateurs. En 2005, un amendement constitutionnel interdisant le mariage homosexuel, et approuvé par référendum, entre en vigueur. Il est cependant annulé dix ans plus tard par l'arrêt Obergefell v. Hodges de la Cour Suprême des États-Unis, qui rend légal le mariage des personnes de même sexe dans tout le pays.

### Représentation fédérale
Au niveau fédéral, lors de la législature 2019-2021 (116e congrès), les deux sénateurs du Kansas, Jerry Moran et Pat Roberts ainsi que trois élus à la Chambre des représentants des États-Unis sont républicains. À ceux-ci s'ajoute la représentante démocrate Sharice Davids. 

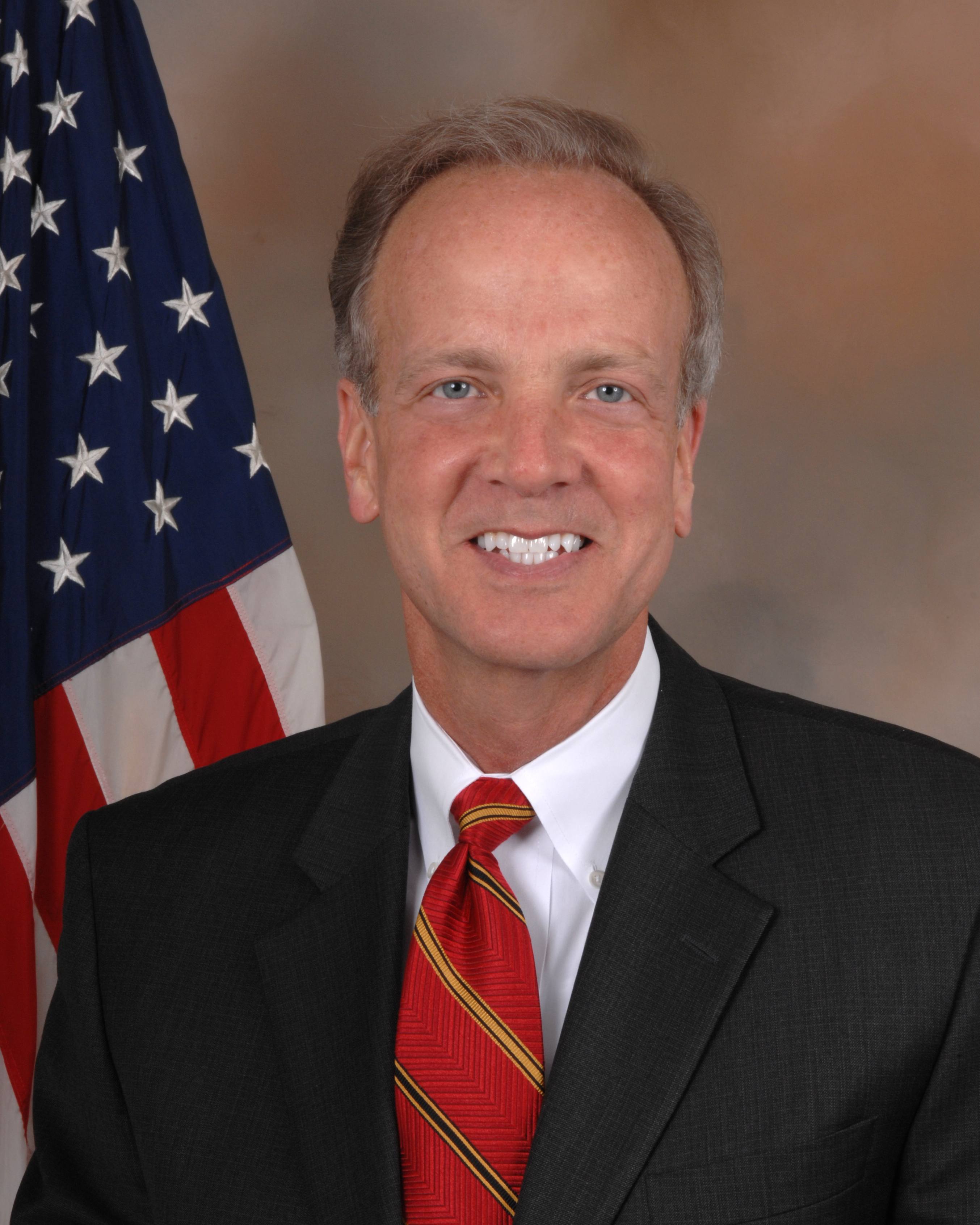
Jerry Moran, sénateur depuis 2011.
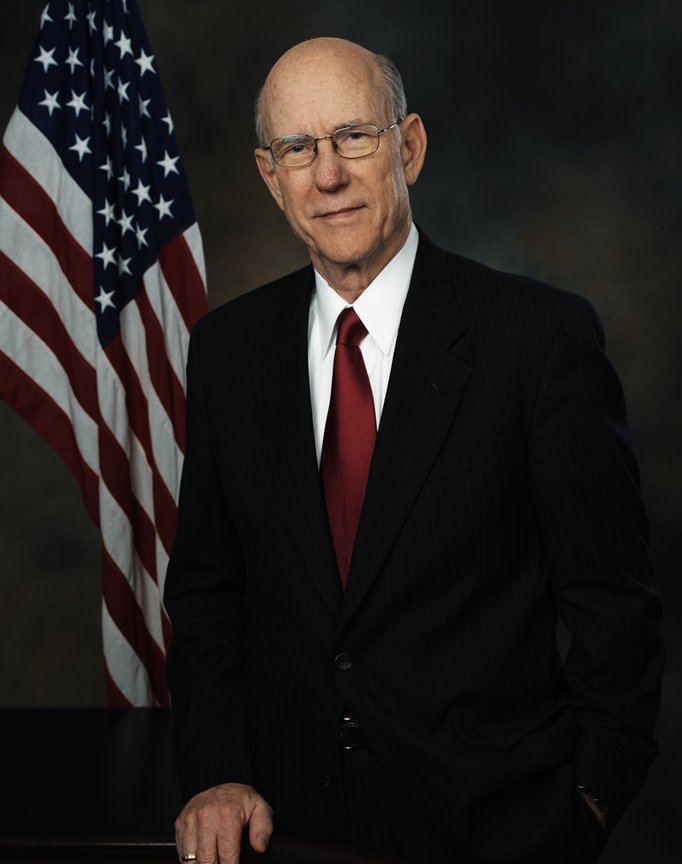
Pat Roberts, sénateur depuis 1997.

## Économie

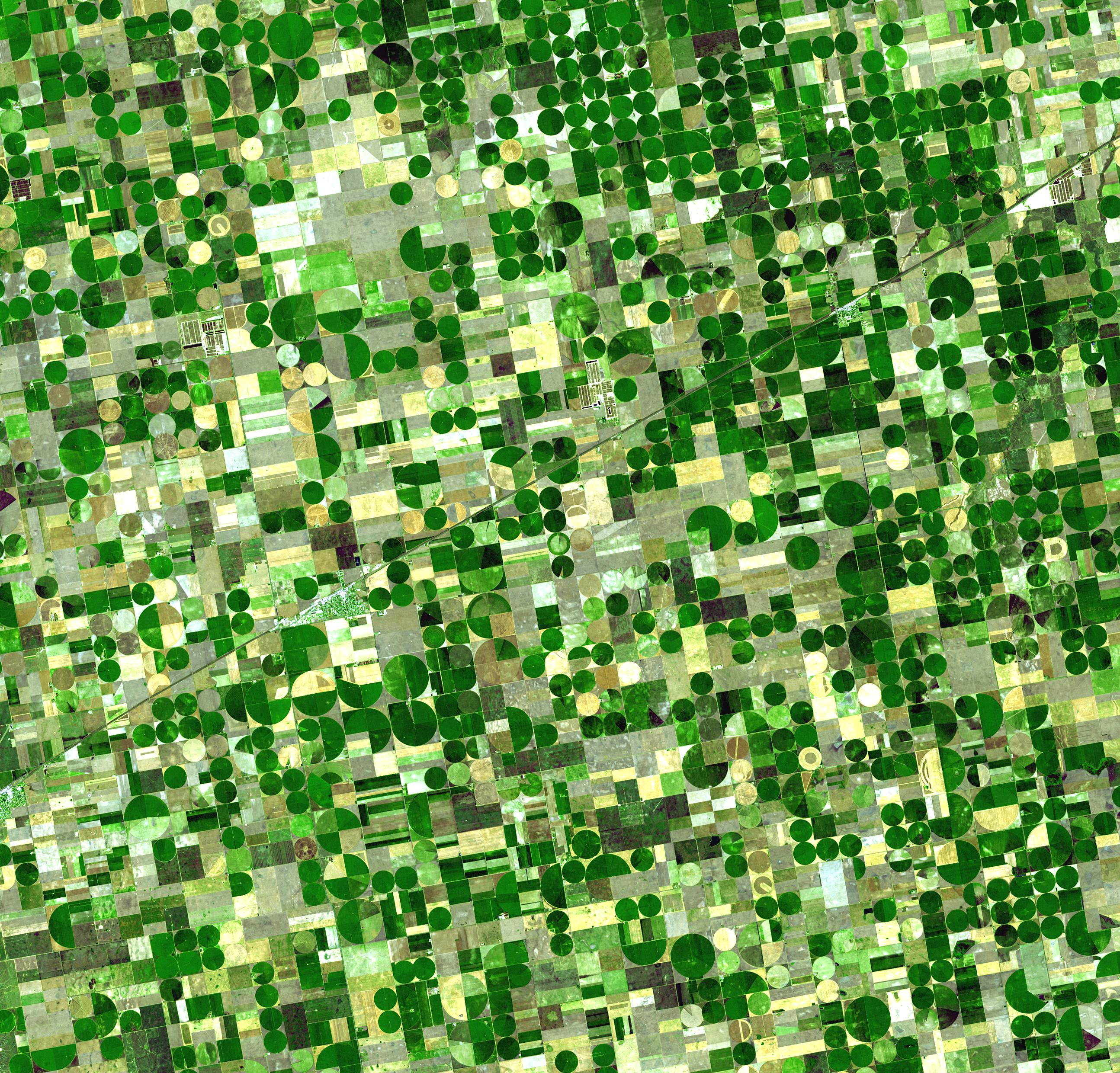
Image satellite de cultures poussant dans le Kansas à la fin du mois de juin.

Le PNB du Kansas en 1999 était de 81 milliards de dollars, ce qui place le Kansas au 31e rang parmi les 50 États. Son revenu par habitant était de 27 816 $ annuels.
Le secteur agricole, s’il ne constitue plus aujourd’hui la principale source de revenus, reste prépondérant. Le Kansas possède la troisième surface emblavée des États-Unis, après le Texas et le Montana. Le secteur de l’élevage bovin, pour le lait et la viande constitue la source de revenus agricoles la plus importante. Dans le domaine des productions végétales, les cultures principales sont le blé (premier producteur des États-Unis), le maïs, le sorgho, le soja, le tournesol et le foin.
Une grande quantité de pétrole est extraite du sous-sol du Kansas, qui possède aussi d’importantes réserves de gaz, ainsi que des gisements de sel gemme exploitables.
Le Kansas produit aussi un grand nombre de biens industriels, principalement des machines-outils et des avions.

## Sport
- Jayhawks du Kansas (NCAA)
- Wildcats de Kansas State (NCAA)

## Dans la culture populaire

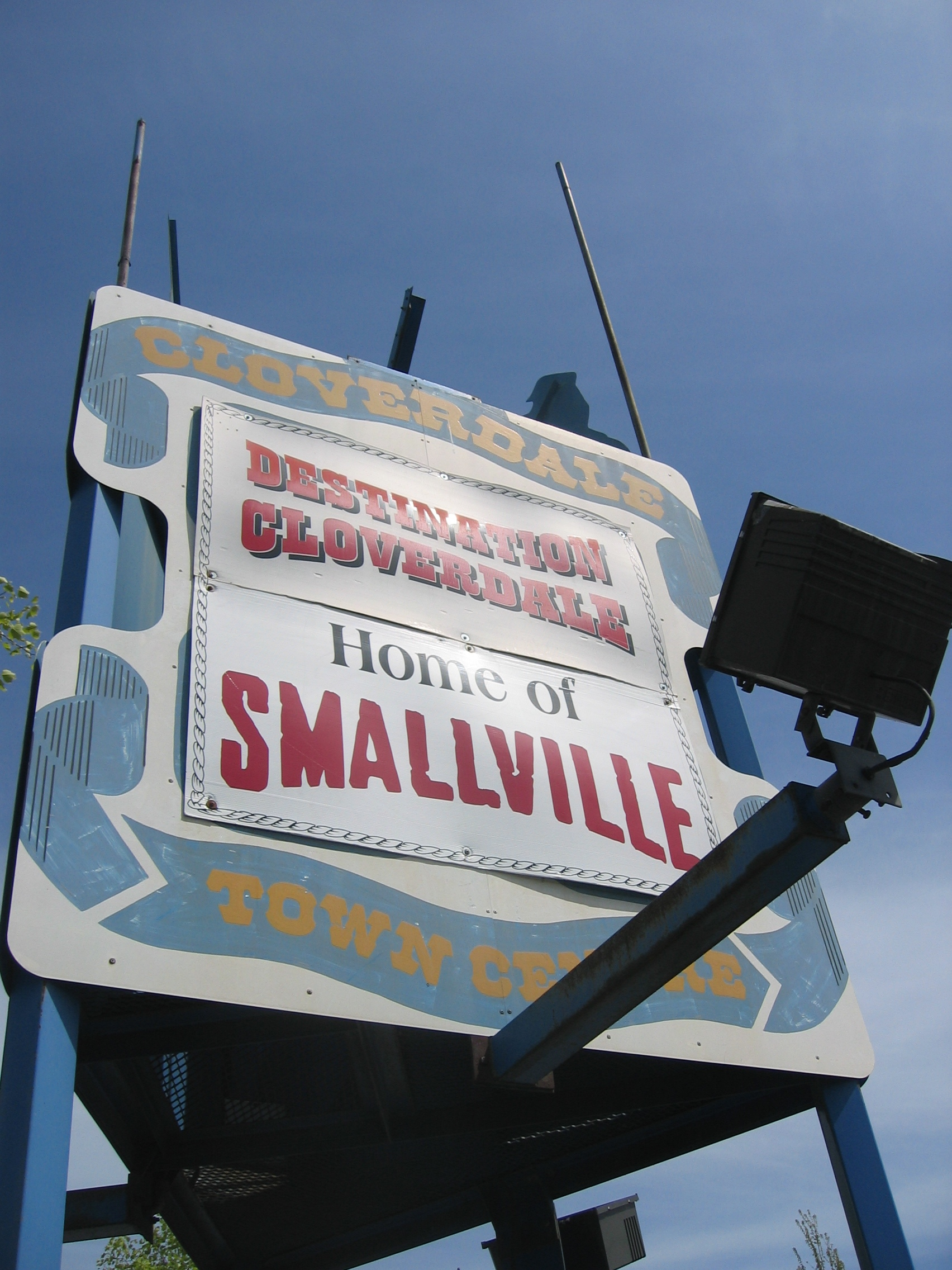
Panneau d'entrée fictif de Smallville, à l'entrée de Cloverdale, lieu de tournage de la série Smallville.

### Dans la littérature
Dans Le Magicien d'Oz, l'héroïne Dorothée habite au Kansas.
Smallville, la ville fictionnelle dans laquelle grandit le héros Superman, se trouve dans le Kansas.

### À la télévision
Dans la série post-apocalyptique Jericho, la région du Kansas est au centre de l'intrigue, alors que dans la série, 90210 Beverly Hills : Nouvelle Génération, la famille des héros principaux Annie et Dixon qui est originaire du Kansas. Enfin, dans Supernatural, les personnages principaux, Sam et Dean Winchester sont originaires de Lawrence dans le Kansas. Enfin la série Smallville (10 saisons, jeunesse et adolescence de Clark Kent dit "Superman", se situe au Kansas.[réf. souhaitée]